# Беккер, Юлиус
Константин Юлиус Беккер (нем. Constantin Julius Becker; 5 февраля 1811, Фрайберг — 26 февраля 1859, Оберлёссниц, ныне в составе Радебойля) — немецкий композитор и музыкальный критик.
Учился в своём родном городе у Августа Фердинанда Анакера, затем изучал музыку и философию в Лейпциге, в том числе у своего однофамильца Карла Фердинанда Беккера. С 1837 г. сотрудничал как музыкальный критик с «Новой музыкальной газетой» Роберта Шумана. С 1843 г. преподавал в Дрездене, во второй половине 1840-х гг. из-за тяжёлой болезни удалился на покой в Оберлёссниц.
Автор оперы «Штурм Белграда» (нем. Die Erstürmung von Belgrad), поставленной в 1848 году в Лейпциге, Рапсодии для мужского хора и оркестра «Цыганская жизнь» (нем. Zigeunerleben; 1845), многочисленных вокальных сочинений. Опубликовал учебное пособие «Школа мужского пения» (нем. Männergesang-Schule; 1845) и не лишённый документальной основы роман из жизни музыкантов «Невромантики» (нем. Die Neuromantiker; 1840). На протяжении 1840-х гг. постоянный автор газеты Signale für die musikalische Welt.